# Temporada da NHL de 1986–87
A temporada da NHL de 1986–87 foi a 70.ª temporada da National Hockey League (NHL). Vinte e um times jogaram 80 jogos cada. O Edmonton Oilers venceu a Copa Stanley ao derrotar o Philadelphia Flyers por 4-3 nas finais da Copa.

## Temporada Regular
O Oilers ganhou seu segundo Troféu dos Presidentes seguido como melhor time e Wayne Gretzky ganhou seu oitavo Troféu Memorial Hart e seu sétimo Troféu Art Ross seguidos.
Francis "King" Clancy, antigo defensor de Ottawa e Toronto, teve de se submeter a uma cirurgia para remover sua vesícula biliar. Infelizmente, uma infecção da vesícula se espalhou para o seu corpo durante a cirurgia, fazendo com que entrasse em choque séptico. Ele morreu em 10 de novembro de 1986. O funeral foi um ano depois por conta do choque de sua morte.

### Classificação final
Nota: J = Partidas jogadas, V = Vitórias, D = Derrotas, E = Empates, Pts = Pontos, GP = Gols pró, GC = Gols contra, PEM=Penalizações em minutos

Times que se classificaram aos playoffs estão destacados em negrito

#### Conferência Príncipe de Gales
| Divisão Adams      | J  | V  | D  | E  | Pts | GP  | GC  | PEM  |
| ------------------ | -- | -- | -- | -- | --- | --- | --- | ---- |
| Hartford Whalers   | 80 | 43 | 30 | 7  | 93  | 287 | 270 | 1496 |
| Montreal Canadiens | 80 | 41 | 29 | 10 | 92  | 277 | 241 | 1802 |
| Boston Bruins      | 80 | 39 | 34 | 7  | 85  | 301 | 276 | 1870 |
| Quebec Nordiques   | 80 | 31 | 39 | 10 | 72  | 267 | 276 | 1741 |
| Buffalo Sabres     | 80 | 28 | 44 | 8  | 64  | 280 | 308 | 1810 |

| Divisão Patrick     | J  | V  | D  | E  | Pts | GP  | GC  | PEM  |
| ------------------- | -- | -- | -- | -- | --- | --- | --- | ---- |
| Philadelphia Flyers | 80 | 46 | 26 | 8  | 100 | 310 | 245 | 2082 |
| Washington Capitals | 80 | 38 | 32 | 10 | 86  | 285 | 278 | 1720 |
| New York Islanders  | 80 | 35 | 33 | 12 | 82  | 279 | 281 | 1857 |
| New York Rangers    | 80 | 34 | 38 | 8  | 76  | 307 | 323 | 1718 |
| Pittsburgh Penguins | 80 | 30 | 38 | 12 | 72  | 297 | 290 | 1693 |
| New Jersey Devils   | 80 | 29 | 45 | 6  | 64  | 293 | 368 | 1735 |

#### Conferência Clarence Campbell
| Divisão Norris        | J  | V  | D  | E  | Pts | GP  | GC  | PEM  |
| --------------------- | -- | -- | -- | -- | --- | --- | --- | ---- |
| St. Louis Blues       | 80 | 32 | 33 | 15 | 79  | 281 | 293 | 1572 |
| Detroit Red Wings     | 80 | 34 | 36 | 10 | 78  | 260 | 274 | 2209 |
| Chicago Blackhawks    | 80 | 29 | 37 | 14 | 72  | 290 | 310 | 1692 |
| Toronto Maple Leafs   | 80 | 32 | 42 | 6  | 70  | 286 | 319 | 1827 |
| Minnesota North Stars | 80 | 30 | 40 | 10 | 70  | 296 | 314 | 1936 |

| Divisão Smythe    | J  | V  | D  | E | Pts | GP  | GC  | PEM  |
| ----------------- | -- | -- | -- | - | --- | --- | --- | ---- |
| Edmonton Oilers   | 80 | 50 | 24 | 6 | 106 | 372 | 284 | 1721 |
| Calgary Flames    | 80 | 46 | 31 | 3 | 95  | 318 | 289 | 2036 |
| Winnipeg Jets     | 80 | 40 | 32 | 8 | 88  | 279 | 271 | 1537 |
| Los Angeles Kings | 80 | 31 | 41 | 8 | 70  | 318 | 341 | 2038 |
| Vancouver Canucks | 80 | 29 | 43 | 8 | 66  | 282 | 314 | 1917 |

### Artilheiros[1]
J = Partidas jogadas, G = Gols, A = Assistências, Pts = Pontos, PEM = Penalizações em minutos, PPG = Gols em power play, SHG = Gols com jogador a menos, GHG = Gol da vitória no jogo
| Jogador         | Time                  | J  | G  | A   | Pts | PEM | +/- | PPG | SHG | GHG |
| --------------- | --------------------- | -- | -- | --- | --- | --- | --- | --- | --- | --- |
| Wayne Gretzky   | Edmonton Oilers       | 79 | 62 | 121 | 183 | 28  | +70 | 13  | 7   | 4   |
| Jari Kurri      | Edmonton Oilers       | 79 | 54 | 54  | 108 | 41  | +35 | 12  | 5   | 10  |
| Mario Lemieux   | Pittsburgh Penguins   | 63 | 54 | 53  | 107 | 57  | +13 | 19  | 0   | 4   |
| Mark Messier    | Edmonton Oilers       | 77 | 37 | 70  | 107 | 73  | +21 | 7   | 4   | 5   |
| Doug Gilmour    | St. Louis Blues       | 80 | 42 | 63  | 105 | 58  | -2  | 17  | 1   | 2   |
| Dino Ciccarelli | Minnesota North Stars | 80 | 52 | 51  | 103 | 88  | +10 | 22  | 0   | 5   |
| Dale Hawerchuk  | Winnipeg Jets         | 80 | 47 | 53  | 100 | 52  | +3  | 10  | 0   | 4   |
| Michel Goulet   | Quebec Nordiques      | 75 | 49 | 47  | 96  | 61  | -12 | 17  | 0   | 6   |
| Tim Kerr        | Philadelphia Flyers   | 75 | 58 | 37  | 95  | 57  | +38 | 26  | 0   | 10  |
| Ray Bourque     | Boston Bruins         | 78 | 23 | 72  | 95  | 36  | +44 | 6   | 1   | 3   |

### Melhores Goleiros
Mínimo de 2000 min. J = Partidas jogadas, MJ=Minutos jogados, GC = Gols contra, TG = Tiros ao gol, MGC = Média de gols contra, V = Vitórias, D = Derrotas, E = Empates, SO = Shutouts, Def% = Porcentagem de defesas
| Jogador         | Time                | J  | MJ   | V  | D  | E | SO | MGC  | Def% |
| --------------- | ------------------- | -- | ---- | -- | -- | - | -- | ---- | ---- |
| Brian Hayward   | Montreal Canadiens  | 37 | 2178 | 19 | 13 | 4 | 1  | 2.81 | .894 |
| Patrick Roy     | Montreal Canadiens  | 46 | 2686 | 22 | 16 | 6 | 1  | 2.94 | .892 |
| Ron Hextall     | Philadelphia Flyers | 66 | 3799 | 37 | 21 | 6 | 1  | 3.00 | .902 |
| Pete Peeters    | Washington Capitals | 37 | 2002 | 17 | 11 | 4 | 0  | 3.21 | .885 |
| Mike Liut       | Hartford Whalers    | 59 | 3476 | 31 | 22 | 5 | 4  | 3.23 | .885 |
| Eldon Reddick   | Winnipeg Jets       | 48 | 2762 | 21 | 21 | 4 | 0  | 3.24 | .881 |
| Bob Mason       | Washington Capitals | 45 | 2536 | 20 | 18 | 5 | 0  | 3.24 | .890 |
| Kelly Hrudey    | New York Islanders  | 46 | 2634 | 25 | 15 | 7 | 0  | 3.30 | .881 |
| Bill Ranford    | Boston Bruins       | 41 | 2231 | 16 | 20 | 2 | 3  | 3.33 | .891 |
| Clint Malarchuk | Quebec Nordiques    | 54 | 3092 | 18 | 26 | 9 | 1  | 3.40 | .884 |

## Playoffs
Nota: Todas as datas em 1987

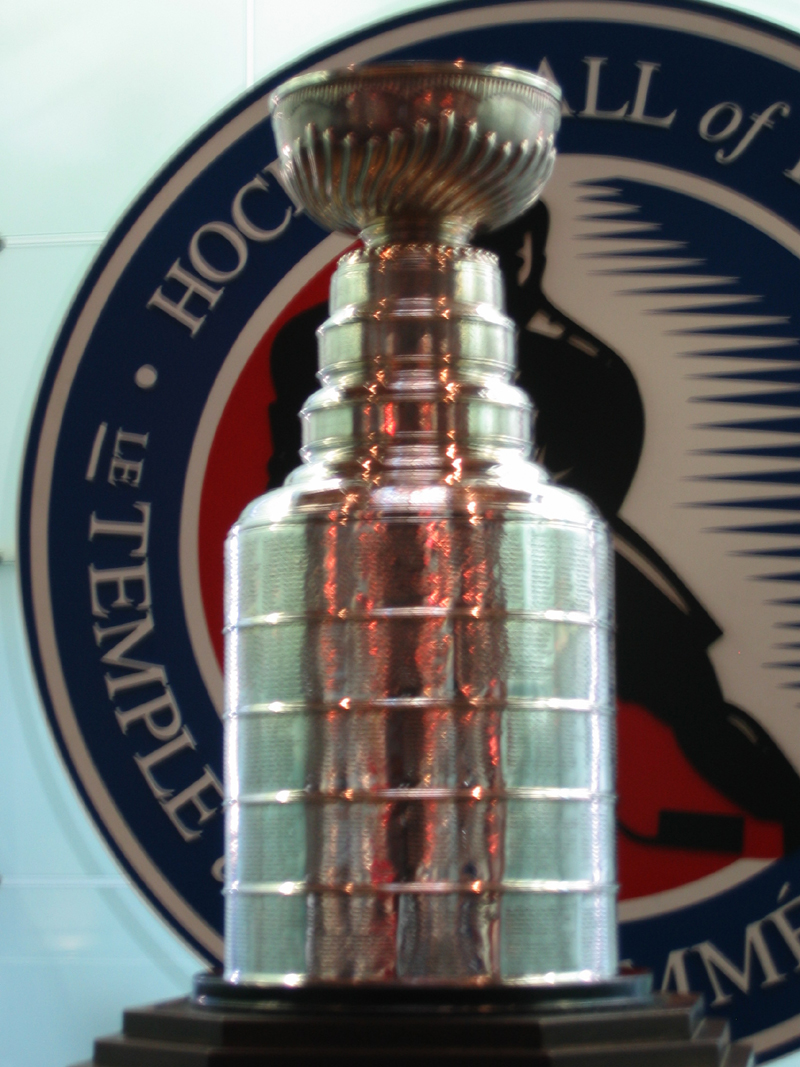
The Stanley Cup

Em tentativas para reduzir o número de zebras na primeira rodada, a NHL expandiu o formato do playoff da primeira rodada para uma série melhor-de-sete.
O jogo sete da primeira rodada entre o Washington Capitals e o New York Islanders teve quatro prorrogações, e é conhecido como Épico do Leste.
Os playoffs de 1987 marcaram a primeira de apenas duas vezes em que todos os quatro ex-times da WHA participaram dos playoffs no mesmo ano. Isto não aconteceria novamente até 1999, quando três daqueles times haviam se mudado: o Quebec Nordiques para Denver, o Winnipeg Jets para Phoenix, e o Hartford Whalers para Raleigh, Carolina do Norte.
O Quebec Nordiques classificou-se para os playoffs e derrotou o Hartford Whalers na primeira rodada. A próxima série de playoffs em que eles venceriam seria em 1996, seu primeiro ano como Colorado Avalanche.

### Tabela dos Playoffs
|  | Fase preliminar | Fase preliminar     | Fase preliminar     |                    |                     | Quartas-de-final    | Quartas-de-final | Quartas-de-final |  |    | Semifinais         | Semifinais | Semifinais |  |    | Final da Copa Stanley | Final da Copa Stanley | Final da Copa Stanley |
|  |                 |                     |                     |                    |                     |                     |                  |                  |  |    |                    |            |            |  |    |                       |                       |                       |
|  | A1              | Hartford Whalers    | 2                   |                    |                     |                     |                  |                  |  |    |                    |            |            |  |    |                       |                       |                       |
|  | A4              | Quebec Nordiques    | 4                   |                    |                     |                     |                  |                  |  |    |                    |            |            |  |    |                       |                       |                       |
|  | A4              | Quebec Nordiques    | 4                   |                    | A2                  | Montreal Canadiens  | 4                |                  |  |    |                    |            |            |  |    |                       |                       |                       |
|  |                 |                     |                     |                    | A2                  | Montreal Canadiens  | 4                |                  |  |    |                    |            |            |  |    |                       |                       |                       |
|  |                 |                     | A4                  | Quebec Nordiques   | 3                   |                     |                  |                  |  |    |                    |            |            |  |    |                       |                       |                       |
|  | A2              | Montreal Canadiens  | A4                  | Quebec Nordiques   | 3                   | 4                   |                  |                  |  |    |                    |            |            |  |    |                       |                       |                       |
|  | A2              | Montreal Canadiens  |                     |                    |                     | 4                   |                  |                  |  |    |                    |            |            |  |    |                       |                       |                       |
|  | A3              | Boston Bruins       | 0                   |                    |                     |                     |                  |                  |  |    |                    |            |            |  |    |                       |                       |                       |
|  | A3              | Boston Bruins       | 0                   |                    |                     |                     |                  |                  |  | A2 | Montreal Canadiens | 2          |            |  |    |                       |                       |                       |
|  |                 |                     |                     |                    |                     |                     |                  |                  |  | A2 | Montreal Canadiens | 2          |            |  |    |                       |                       |                       |
|  |                 | P1                  | Philadelphia Flyers | 4                  |                     |                     |                  |                  |  |    |                    |            |            |  |    |                       |                       |                       |
|  | P1              | P1                  | Philadelphia Flyers | 4                  | Philadelphia Flyers | 4                   |                  |                  |  |    |                    |            |            |  |    |                       |                       |                       |
|  | P1              |                     |                     |                    | Philadelphia Flyers | 4                   |                  |                  |  |    |                    |            |            |  |    |                       |                       |                       |
|  | P4              | New York Rangers    | 2                   |                    |                     |                     |                  |                  |  |    |                    |            |            |  |    |                       |                       |                       |
|  | P4              | New York Rangers    | 2                   |                    | P1                  | Philadelphia Flyers | 4                |                  |  |    |                    |            |            |  |    |                       |                       |                       |
|  |                 |                     |                     |                    | P1                  | Philadelphia Flyers | 4                |                  |  |    |                    |            |            |  |    |                       |                       |                       |
|  |                 |                     | P3                  | New York Islanders | 3                   |                     |                  |                  |  |    |                    |            |            |  |    |                       |                       |                       |
|  | P2              | Washington Capitals | P3                  | New York Islanders | 3                   | 3                   |                  |                  |  |    |                    |            |            |  |    |                       |                       |                       |
|  | P2              | Washington Capitals |                     |                    |                     | 3                   |                  |                  |  |    |                    |            |            |  |    |                       |                       |                       |
|  | P3              | New York Islanders  | 4                   |                    |                     |                     |                  |                  |  |    |                    |            |            |  |    |                       |                       |                       |
|  | P3              | New York Islanders  | 4                   |                    |                     |                     |                  |                  |  |    |                    |            |            |  | P1 | Philadelphia Flyers   | 3                     |                       |
|  |                 |                     |                     |                    |                     |                     |                  |                  |  |    |                    |            |            |  | P1 | Philadelphia Flyers   | 3                     |                       |
|  |                 | S1                  | Edmonton Oilers     | 4                  |                     |                     |                  |                  |  |    |                    |            |            |  |    |                       |                       |                       |
|  | N1              | S1                  | Edmonton Oilers     | 4                  | St. Louis Blues     | 2                   |                  |                  |  |    |                    |            |            |  |    |                       |                       |                       |
|  | N1              |                     |                     |                    | St. Louis Blues     | 2                   |                  |                  |  |    |                    |            |            |  |    |                       |                       |                       |
|  | N4              | Toronto Maple Leafs | 4                   |                    |                     |                     |                  |                  |  |    |                    |            |            |  |    |                       |                       |                       |
|  | N4              | Toronto Maple Leafs | 4                   |                    | N4                  | Toronto Maple Leafs | 3                |                  |  |    |                    |            |            |  |    |                       |                       |                       |
|  |                 |                     |                     |                    | N4                  | Toronto Maple Leafs | 3                |                  |  |    |                    |            |            |  |    |                       |                       |                       |
|  |                 |                     | N2                  | Detroit Red Wings  | 4                   |                     |                  |                  |  |    |                    |            |            |  |    |                       |                       |                       |
|  | N2              | Detroit Red Wings   | N2                  | Detroit Red Wings  | 4                   | 4                   |                  |                  |  |    |                    |            |            |  |    |                       |                       |                       |
|  | N2              | Detroit Red Wings   |                     |                    |                     | 4                   |                  |                  |  |    |                    |            |            |  |    |                       |                       |                       |
|  | N3              | Chicago Blackhawks  | 0                   |                    |                     |                     |                  |                  |  |    |                    |            |            |  |    |                       |                       |                       |
|  | N3              | Chicago Blackhawks  | 0                   |                    |                     |                     |                  |                  |  | N2 | Detroit Red Wings  | 1          |            |  |    |                       |                       |                       |
|  |                 |                     |                     |                    |                     |                     |                  |                  |  | N2 | Detroit Red Wings  | 1          |            |  |    |                       |                       |                       |
|  |                 | S1                  | Edmonton Oilers     | 4                  |                     |                     |                  |                  |  |    |                    |            |            |  |    |                       |                       |                       |
|  | S1              | S1                  | Edmonton Oilers     | 4                  | Edmonton Oilers     | 4                   |                  |                  |  |    |                    |            |            |  |    |                       |                       |                       |
|  | S1              |                     |                     |                    | Edmonton Oilers     | 4                   |                  |                  |  |    |                    |            |            |  |    |                       |                       |                       |
|  | S4              | Los Angeles Kings   | 1                   |                    |                     |                     |                  |                  |  |    |                    |            |            |  |    |                       |                       |                       |
|  | S4              | Los Angeles Kings   | 1                   |                    | S1                  | Edmonton Oilers     | 4                |                  |  |    |                    |            |            |  |    |                       |                       |                       |
|  |                 |                     |                     |                    | S1                  | Edmonton Oilers     | 4                |                  |  |    |                    |            |            |  |    |                       |                       |                       |
|  |                 |                     | S3                  | Winnipeg Jets      | 0                   |                     |                  |                  |  |    |                    |            |            |  |    |                       |                       |                       |
|  | S2              | Calgary Flames      | S3                  | Winnipeg Jets      | 0                   | 2                   |                  |                  |  |    |                    |            |            |  |    |                       |                       |                       |
|  | S2              | Calgary Flames      |                     |                    |                     | 2                   |                  |                  |  |    |                    |            |            |  |    |                       |                       |                       |
|  | S3              | Winnipeg Jets       | 4                   |                    |                     |                     |                  |                  |  |    |                    |            |            |  |    |                       |                       |                       |

### Final
Edmonton Oilers Vs. Philadelphia Flyers
O Oilers e o Flyers se enfrentaram novamente na final pela segunda vez em três anos. Desta vez, Edmonton foi o campeão da temporada regular, com 50 vitórias e 106 pontos, e Philadelphia ficou em segundo, com 46 vitórias e 100 pontos. 
Diferente da final de 1985, esta série se alongou. Edmonton venceu os dois primeiros jogos em casa, seguido por uma vitória e uma derrota em Philadelphia. Todavia, o Flyers ganhou os dois jogos seguintes, um em Edmonton e outro na Philadelphia, ambos por um gol, para forçar um decisivo jogo sete. Edmonton ganhou o jogo sete para ganhar sua terceira Copa Stanley em quatro temporadas.
| Data       | Visitantes   | Placar | Mandante     | Placar | Notas |
| ---------- | ------------ | ------ | ------------ | ------ | ----- |
| 17 de maio | Philadelphia | 2      | Edmonton     | 4      |       |
| 20 de maio | Philadelphia | 2      | Edmonton     | 3      | (OT)  |
| 22 de maio | Edmonton     | 3      | Philadelphia | 5      |       |
| 24 de maio | Edmonton     | 4      | Philadelphia | 1      |       |
| 26 de maio | Philadelphia | 4      | Edmonton     | 3      |       |
| 28 de maio | Edmonton     | 2      | Philadelphia | 3      |       |
| 31 de maio | Philadelphia | 1      | Edmonton     | 3      |       |

Edmonton venceu a série por 4–3

## Prêmios da NHL
| Prêmios de 1986-87 da NHL       | Prêmios de 1986-87 da NHL                     |
| ------------------------------- | --------------------------------------------- |
| Troféu dos Presidentes:         | Edmonton Oilers                               |
| Troféu Príncipe de Gales:       | Philadelphia Flyers                           |
| Taça Clarence S. Campbell:      | Edmonton Oilers                               |
| Troféu Art Ross:                | Wayne Gretzky, Edmonton Oilers                |
| Troféu Memorial Bill Masterton: | Doug Jarvis, Hartford Whalers                 |
| Troféu Memorial Calder:         | Luc Robitaille, Los Angeles Kings             |
| Troféu Conn Smythe:             | Ron Hextall, Philadelphia Flyers              |
| Troféu Frank J. Selke:          | Dave Poulin, Philadelphia Flyers              |
| Troféu Memorial Hart:           | Wayne Gretzky, Edmonton Oilers                |
| Prêmio Jack Adams:              | Jacques Demers, Detroit Red Wings             |
| Troféu Memorial James Norris:   | Ray Bourque, Boston Bruins                    |
| Troféu Memorial Lady Byng:      | Joe Mullen, Calgary Flames                    |
| Prêmio Lester B. Pearson:       | Wayne Gretzky, Edmonton Oilers                |
| Prêmio Mais/Menos da NHL:       | Wayne Gretzky, Edmonton Oilers,               |
| Troféu William M. Jennings:     | Patrick Roy/Brian Hayward, Montreal Canadiens |
| Troféu Vezina:                  | Ron Hextall, Philadelphia Flyers              |
| Troféu Lester Patrick:          | Hobey Baker, Frank Mathers                    |

### Seleções da liga
| Primeiro Time                    | Posição | Segundo Time                       |
| -------------------------------- | ------- | ---------------------------------- |
| Ron Hextall, Philadelphia Flyers | G       | Mike Liut, Hartford Whalers        |
| Ray Bourque, Boston Bruins       | D       | Larry Murphy, Washington Capitals  |
| Mark Howe, Philadelphia Flyers   | D       | Al MacInnis, Calgary Flames        |
| Wayne Gretzky, Edmonton Oilers   | C       | Mario Lemieux, Pittsburgh Penguins |
| Jari Kurri, Edmonton Oilers      | PD      | Tim Kerr, Philadelphia Flyers      |
| Michel Goulet, Quebec Nordiques  | PE      | Luc Robitaille, Los Angeles Kings  |

## Estreias
Esta é uma lista de jogadores importantes que jogaram seu primeiro jogo na NHL em 1986-87 (listados com seu primeiro time, asterisco marca estreia nos playoffs):
- Gary Roberts, Calgary Flames
- Joe Nieuwendyk, Calgary Flames
- Dave Manson, Chicago Blackhawks
- Joe Murphy, Detroit Red Wings
- Steve Chiasson, Detroit Red Wings
- Kelly Buchberger*, Edmonton Oilers
- Jimmy Carson, Los Angeles Kings
- Luc Robitaille, Los Angeles Kings
- Steve Duchesne, Los Angeles Kings
- Craig Berube, Philadelphia Flyers
- Ron Hextall, Philadelphia Flyers
- Vincent Damphousse, Toronto Maple Leafs
- Fredrik Olausson, Winnipeg Jets

## Últimos jogos
Esta é uma lista de jogadores importantes que jogaram seu último jogo na NHL em 1986-87 (listados com seu último time):
- Thomas Gradin, Boston Bruins
- Mike Milbury, Boston Bruins
- Lee Fogolin, Buffalo Sabres
- Don Lever, Buffalo Sabres
- Gilbert Perreault, Buffalo Sabres
- Phil Russell, Buffalo Sabres
- Murray Bannerman, Chicago Blackhawks
- Darryl Sutter, Chicago Blackhawks
- Danny Gare, Edmonton Oilers
- Wayne Babych, Hartford Whalers
- Peter McNab, New Jersey Devils
- Mike Bossy, New York Islanders
- Chico Resch, Philadelphia Flyers

## Data limite para negociações
Data limite: 10 de março de 1987.
- 10 de março de 1987: Paul Boutilier negociado de Boston para Minnesota pela quarta escolha de Minnesota no Draft de 1988.
- 10 de março de 1987: Raimo Helminen negociado de NY Rangers para Minnesota por considerações futuras.
- 10 de março de 1987: Raimo Summanen negociado de Edmonton para Vancouver por Moe Lemay.
- 10 de março de 1987: Stu Kulak negociado de Edmonton para NY Rangers, completando uma negociação anterior.
- 10 de março de 1987: Marcel Dionne, Jeff Crossman e a terceira escolha de Los Angeles no Draft de 1989 trocados de Los Angeles para NY Rangers por Bob Carpenter e Tom Laidlaw.